# Línea 63 (Córdoba)
La Línea 63 es una línea de transporte urbano de pasajeros de la ciudad de Córdoba, Argentina. El servicio está actualmente operado por la empresa Coniferal.
Anteriormente el servicio de la línea 63 era denominada como C3 desde 2002 por la empresa Coniferal, hasta que el 1 de marzo de 2014, por la implementación del nuevo sistema de transporte público, la C3 se fusiona como 63 y operada por la misma empresa.

## Recorrido
Servicio diurno.
Ida: De La Hora antes de J. de Vedia- por J. de Vedia - Villegas - Díaz Colodrero - Capdevila - C. Vidal - Brum - Ledesma - León  y  Pizarro - Dos  Barrios -  Díaz Colodrero - (a la der.) Astorga - Víctor Manuel III - Ocompis - M. Chilabert - Acapianta - Puerto Rico - Juan  XXIII -  Santiso y Moscoso - Punta del Sauce - Las  Malvinas - Cruza FFCC Deportivo - Bulnes - Viamonte - Sarmiento - Hto Primo - Gral  Paz  - V.  Sarsfield - Pueyrredon – Peredo - Schubert - Albeniz - M. Vidal - F. Aérea - (a la izq.) Fleming antes de Lagunilla (INICIA VUELTA REDONDA)
Regreso: (INICIA VUELTA REDONDA) Fleming antes de Lagunilla- por Fleming- Estocolmo- Varela Ortiz - Frontera -Luis Pasteur - L. Pinos - D. de la Fuente antes de Lagunilla (FIN VUELTA REDONDA) D. de la Fuente- F. Aérea - (a la izq.) M. Vidal - Verdi - L. Pinelo - Peredo -Pueyrredon- Rot. De Pueyrredon - Pueyrredon-  A. M. Bas -Peredo- Belgrano - Tucumán - Av. Colon - Av. Olmos - 24 de Septiembre – D. Luque - Oncativo - Pringles - Potosí- Roma- Bulnes - Cruza FFCC Deportivo - Las Malvinas - Felipe II - Tarija - Rancagua - Calabalumba - M. Chilabert - Víctor Manuel III - Astorga - Díaz Colodrero - Dos Barrios - León y Pizarro - Liendo - Brun - C. Vidal - Capdevila - Díaz Colodrero - Villegas - J. de Vedia- La Hora- Ingreso al Predio.